# RTL9

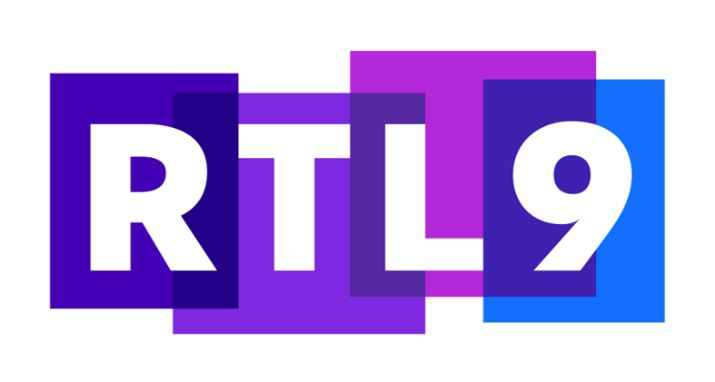

RTL9는 룩셈부르크에서 룩셈부르크, 프랑스, 벨기에, 그리고 스위스의 프랑스어 사용 지역을 대상으로 방송하는 프랑스어 텔레비전 채널이다.
1955년 1월 23일 "텔레 뤽상부르"(프랑스어: Télé-Luxembourg)로서, 룩셈부르크 최초의 텔레비전 채널로 개국했다. 이후 RTL 텔레비지옹(1982년 ~ 1991년), RTL TV(1991년 ~ 1995년)를 거쳐 1995년 1월 23일 개국 40주년이 되던 날 지금의 이름으로 바꾸었다. 지상파의 경우 뒤들랑주 송신소에서 개국 때부터 1984년까지 VHF E7번 채널로[흑백, 이후 RTL 플러스로 전환(~2004)], 1972년부터 2010년까지 UHF 21번 채널로, 1978년부터 1991년까지 UHF 27번 채널로(이후 RTL Télé Lëtzebuerg로 전환), 1983년부터 1987년까지 UHF 24번 채널 (이후 RTL-TVI로 독립)로 각각 송출했고, 현재는 케이블, 위성, IPTV, 인터넷으로 볼 수 있다. 원래 CLT-UFA가 오너였으나, AB 그룹(지금의 메디아왕 테마틱스)이 1998년 65%를, 2017년 나머지 35%를 인수했다. 본사는 룩셈부르크와 프랑스 메스에 있다.

## 같이 보기
- RTL-TVI